# Harold Lovre
Harold Orrin Lovre (né le 30 janvier 1904 à Toronto au Dakota du Sud et décédé le 17 janvier 1972 à Silver Spring au Maryland) est un homme politique américain. Il a été membre de la chambre des représentants des États-Unis.

## Jeunesse
Lovre est né à Toronto au Dakota du Sud. Il s'est marié à Viola Florell. Il gradue en droit de l'université du Dakota du Sud en 1927.

## Carrière
Il est admis au barreau en 1927 et commence à pratiquer à Hayti. Il est deux fois procureur du comté de Hamlin. La première fois entre 1929 ou 1932, puis la seconde entre 1937 et 1940. Il est également procureur de Watertown entre 1944 et 1949. Il préside le département de l'agriculture du Dakota du Sud entre 1939 et 1940. 
Il est membre du Sénat du Dakota du Sud entre 1941 et 1944. Il président le comité républicain du Dakota du Sud entre 1947 et 1948.
En 1948, il est élu comme républicain pour représenter le premier district congressionnel du Dakota du Sud au 81e congrès des États-Unis. Il sert du 3 janvier 1949 et le 3 janvier 1957. Il est candidat en 1956, mais est battu par George McGovern.

## Mort
Lovre redevient par la suite avocat. Il continue à pratiquer jusqu'à sa mort le 17 janvier 1972 à Silver Spring au Maryland. Il est enterré au Parc mémoriel de Parklawn à Rockville.